# جوانا جونسون
جوانا جونسون (بالإنجليزية: Joanna Johnson)‏ (و. 1961 – م) هي ممثلة، وكاتبة سيناريو، ومنتجة أفلام، وممثلة تلفزيونية، من الولايات المتحدة الأمريكية، ولدت في فينيكس، أريزونا.

## التعليم
تعلمت في جامعة جنوب كاليفورنيا.

## وصلات خارجية
- جوانا جونسون على موقع IMDb (الإنجليزية)
- جوانا جونسون على موقع ألو سيني (الفرنسية)
- جوانا جونسون على موقع إن إن دي بي (الإنجليزية)
- جوانا جونسون على موقع ديسكوغز (الإنجليزية)
- جوانا جونسون على موقع قاعدة بيانات الفيلم (الإنجليزية)
- جوانا جونسون على موقع كينوبويسك (الروسية)